# حصن نيساء (المغربة)

تعديل مصدري - تعديل

حصن نيساء هي إحدى قرى عزلة نيسا بمديرية المغربة التابعة لمحافظة حجة، بلغ تعداد سكانها 1738 نسمة حسب تعداد اليمن لعام 2004.